# بيلي والش (لاعب كرة قدم أسترالية)
بيلي والش (بالإنجليزية: Billy Walsh)‏ هو لاعب كرة قدم أسترالية أسترالي، ولد في 18 فبراير 1911، وتوفي في 11 سبتمبر 1986.

## وصلات خارجية
- بيلي والش على موقع AustralianFootball.com (الإنجليزية)
- بيلي والش على موقع AFLtables.com (الإنجليزية)